# La Martinica (Arroyo Grande Primero)
La localidad de La Martinica (Arroyo Grande Primero) está situada en el Municipio de Vega de Alatorre, en el Estado de Veracruz, México. La localidad se encuentra a 60 metros de altitud sobre el nivel del mar. Esta comunidad se encuentra hacia el norte sobre la carretera nacional, partiendo de la cabecera municipal. El acceso es a partir de la congregación del Diamante perteneciente al mismo municipio.  

## Población
Tiene 176 habitantes (86 hombres y 89 mujeres), población censada al 2005 por el INEGI. 

## Economía
La Martinica es una congregación de corte rural, donde la principal fuente de ingresos de sus pobladores es el jornal, agricultura y ganadería. Esta comunidad ha experimentado de manera importante el fenómeno de la emigración, básicamente hacia los Estados Unidos. Su desarrollo y acceso hacia las nuevas tecnologías de la información es prácticamente nula. Tiene bajo desarrollo en infraestructura, tan fundamentales para que la población pueda gozar de los beneficios de inversión pública que ejecuta el gobierno federal.

## Comunicaciones
Los servicios de telecomunicaciones con que cuenta esta comunidad es únicamente un teléfono rural de corte social proveído por TELECOM. No cuenta con servicios de telefonía pública internet. Existe señal celular muy escasa, sobre todo para necesidades primordiales de comunicación. 

## Gobierno
Cuenta con una representación de Agencia Municipal.

## Educación
La Martinica cuenta con dos colegios: la escuela primaria "Ignacio Allende" y el colegio secundario "Justo Sierra Mendez"